# 炭酸水素塩泉

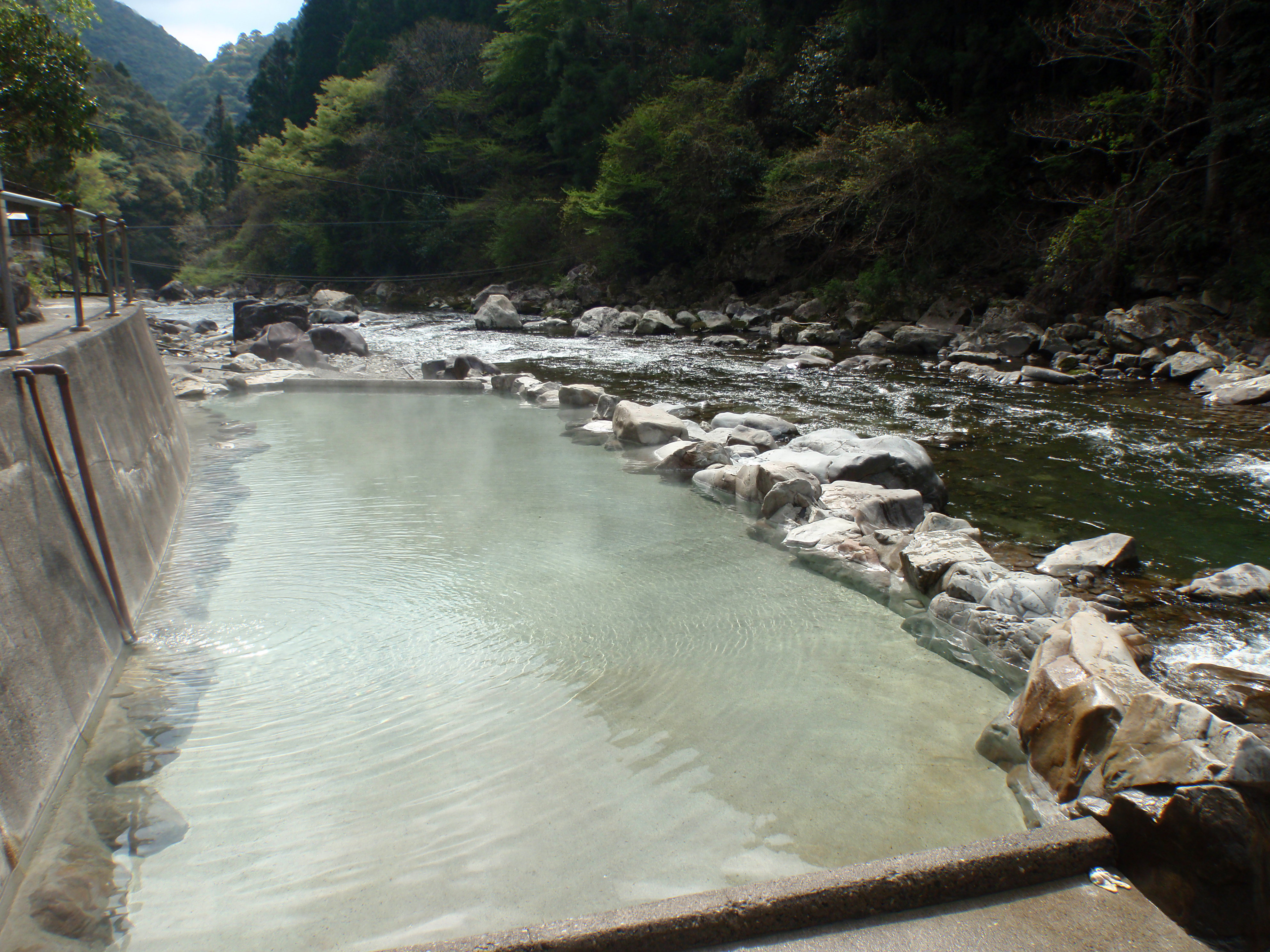
炭酸水素塩泉の例、上湯温泉

炭酸水素塩泉（たんさんすいそえんせん）は、掲示用泉質名に基づく温泉の泉質の分類の1種である。療養泉の中の塩類泉に分類される。

## 泉質の定義
温泉水1 kg中に含まれる水以外の成分が1000 mg以上存在し、そのうち炭酸水素ナトリウム (NaHCO3) の含有量が340 mgを超える温泉。

## 概要
炭酸水素イオン（HCO3-）を含み、成分分析をすると炭酸水素塩が主成分として検出されるため、この名称が付いている。代表的な炭酸水素塩として知られる炭酸水素ナトリウムは、水溶液にすると弱塩基性を示すように、炭酸水素塩泉のpHを計測した場合も弱塩基性を示す場合が多い。
ところで、炭酸水素塩泉の中には「美人の湯」と称されてきた温泉も見られる。これは炭酸水素塩泉に特有の性質ではないものの、ある種の美肌効果が期待できるとされる（美肌効果の節を参照）。これとは別に、黒湯（褐色湯）と呼ばれる温泉の中にも、炭酸水素塩泉が比較的多く含まれている場合がある。また、兵庫県の有馬温泉や大分県の長湯温泉のように炭酸を多く含有する場合があり、これらは俗称として「炭酸泉」とも呼ばれてきた。
掲示用泉質名の「炭酸水素塩泉」とは別に、泉質名の一部にも「炭酸水素塩泉」の文字列が表示される場合もある。つまり、掲示用泉質名に「炭酸水素塩泉」と書かれていなくとも、例えば、掲示用泉質名に「塩化物泉」と書かれてあっても、かつて「含重曹食塩泉」と呼ばれていた温泉の泉質名が「ナトリウム－塩化物・炭酸水素塩泉」と表示される。他にも、例えば、掲示用泉質名に「含鉄泉」と書かれてあっても、かつて「重曹炭酸鉄泉」などと呼ばれていた温泉の泉質名にも「含鉄（Ⅱ）－ナトリウム－炭酸水素塩泉」などと表示される場合がある。

## 新旧泉質名との対比
新旧泉質名では、以下に分類される。
| 旧泉質名             | 新泉質名                                                       | 略記泉質名            |
| -------------------- | -------------------------------------------------------------- | --------------------- |
| 重炭酸土類泉         | カルシウム（・マグネシウム）－炭酸水素塩泉                     | Ca(･Mg)-HCO3泉        |
| 純重炭酸土類泉       | カルシウム（・マグネシウム）－炭酸水素塩泉                     | Ca(･Mg)-HCO3泉        |
| 含炭酸－土類泉       | 含二酸化炭素－カルシウム（・マグネシウム）－炭酸水素塩泉       | 含CO2-Ca(･Mg)-HCO3泉  |
| 含食塩－重炭酸土類泉 | カルシウム（・マグネシウム）・ナトリウム－炭酸水素塩・塩化物泉 | Ca(･Mg)･Na-HCO3･Cl泉  |
| 含芒硝－重炭酸土類泉 | カルシウム（・マグネシウム）・ナトリウム－炭酸水素塩・硫酸塩泉 | Ca(･Mg)･Na-HCO3･SO4泉 |
| 重曹泉               | ナトリウム－炭酸水素塩泉                                       | Na-HCO3泉             |
| 純重曹泉             | ナトリウム－炭酸水素塩泉                                       | Na-HCO3泉             |
| 含炭酸－重曹泉       | 含二酸化炭素－ナトリウム－炭酸水素塩泉                         | 含CO2-Na-HCO3泉       |
| 含食塩－重曹泉       | ナトリウム－炭酸水素塩・塩化物泉                               | Na-HCO3･Cl泉          |
| 含芒硝－重曹泉       | ナトリウム－炭酸水素塩・硫酸塩泉                               | Na-HCO3･SO4泉         |
| 含食塩・芒硝－重曹泉 | ナトリウム－炭酸水素塩・塩化物・硫酸塩泉                       | Na-HCO3･Cl･SO4泉      |
| 含土類－重曹泉       | ナトリウム・カルシウム（・マグネシウム）－炭酸水素塩泉         | Na･Ca(･Mg)-HCO3泉     |

## 効能
以下の効能はその効果を万人に保証するわけではないものの、泉質に基づく効能として、以下が挙げられる。

### 適応症

#### 浴用
一般的適応症の他に、切り傷、火傷、慢性の皮膚病。

#### 飲用
痛風、慢性消化器病、肝臓病、糖尿病。

### 禁忌症

#### 浴用
入浴が禁忌に当たる場合として、温泉の一般的禁忌症が挙げられる。

#### 飲用
飲泉が禁忌に当たる場合としては、水分やナトリウム摂取に制限が有る腎臓病や、腎疾患や心疾患などさまざまな理由で全身に浮腫が見られる場合が挙げられる。
加えて、温泉水がヨウ素を含有する場合には、ヨウ素が甲状腺機能に影響を与えるため、特に甲状腺機能亢進症の場合の飲泉は禁忌である。また、温泉水にナトリウムを多く含まれる場合には、高血圧症の場合は飲泉を避けることが望ましいとされる。これは食塩の過剰摂取が高血圧症を悪化させるとされている事と同じ理由である。

### 美肌効果
美肌効果については炭酸水素塩泉特有の効能ではなく、pHが塩基性を示す温泉の一般的な特徴として挙げられる。塩基性の温泉に入浴すると肌がぬるぬるする。これは皮脂の鹸化が起こるため、皮膚の上に石鹸に類似した物質が作られるために感じる。さらに、比較的強い塩基性の温泉の場合では、皮脂の鹸化以外に、表皮のタンパク質が溶解することも、この感触が出る要因である。皮膚表面の古い角質層を溶解・除去する作用により、肌を滑らかにする効果が期待できるとして、塩基性の温泉には「美肌効果」が謳われ「美人の湯」と称される場合もある。
温泉のpHとは別に、モール泉のように植物起源の有機質などを多く含む場合も、肌につるつるとした感触を感じる場合がある。